# 보국문로
보국문로(輔國門路)는 서울특별시 성북구 정릉동을 잇는 도로이다.

## 경유지
서울특별시
- 성북구

## 노선
- 북한산국립공원 관리사무소 - 국립공원주차장 - 대진여객버스차고지 - 정릉산장아파트 - 성원여객 버스차고지 - 정릉4동사거리 - 북한산보국문역 - 국민은행정릉동지점 - 정릉입구삼거리

## 연결도로
- 정릉로
- 솔샘로